# Eleocharis robusta
Eleocharis robusta är en halvgräsart som först beskrevs av Johann Otto Boeckeler, och fick sitt nu gällande namn av H.E.Hess. Eleocharis robusta ingår i släktet småsäv, och familjen halvgräs. Inga underarter finns listade i Catalogue of Life.